# Tour Bismarck (Göttingen)
Pour les articles homonymes, voir Tour Bismarck (homonymie).

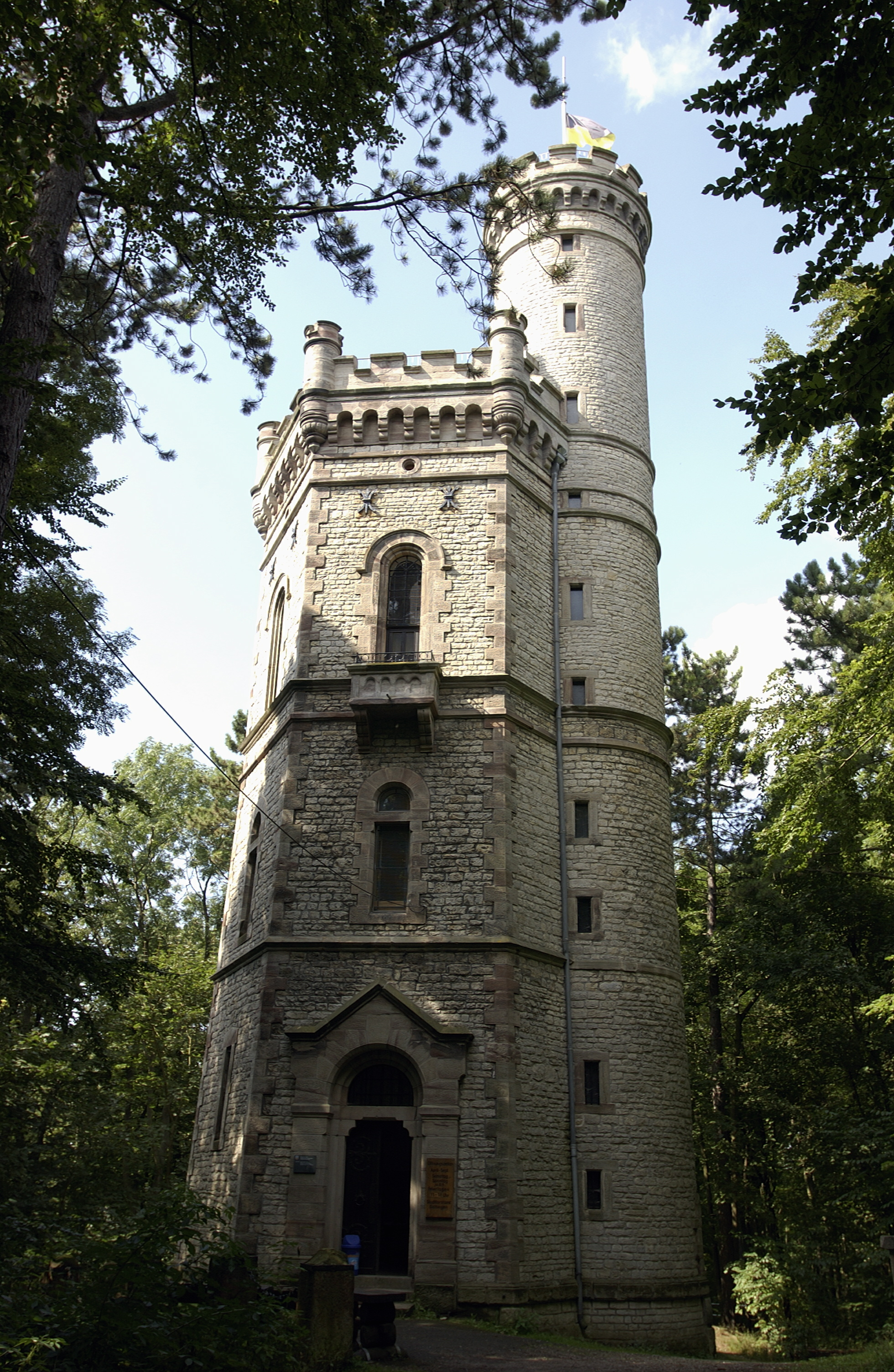
Tour Bismarck

La Tour Bismarck de Göttingen est une tour d'observation de quatre étages haute de 31 mètres située sur le Kleperberg. Elle a été érigée en l'honneur du Chancelier impérial Otto von Bismarck.
Elle a été inaugurée le 18 juin 1896.
Située sur le Kleperberg (altitude 330 mètres) la tour Bismarck est la plus haute de Basse-Saxe.

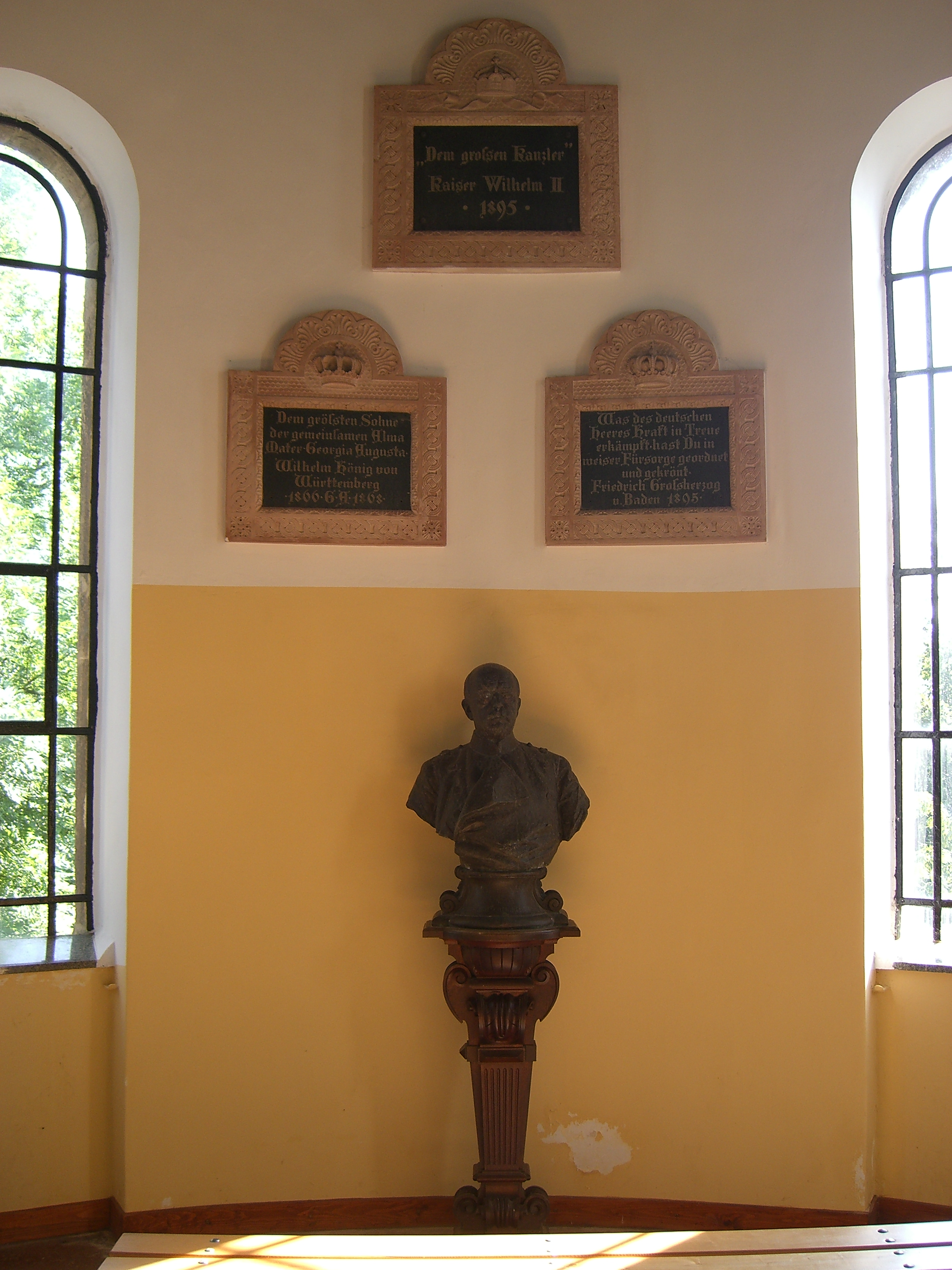
Salle du souvenir